# Hoàng Lân
Hoàng Lân (sinh năm 1942) là nhạc sĩ người Việt Nam. Ông cùng người anh em sinh đôi Hoàng Long trở thành một cặp nhạc sĩ quen thuộc với người yêu nhạc Việt Nam. Hai ông đã được Chủ tịch nước trao tặng Giải thưởng Nhà nước về văn học - nghệ thuật năm 2012

## Tiểu sử[1][2]
Hoàng Lân bắt đầu sáng tác từ năm 1957. Ông tốt nghiệp môn sáng tác và lý luận tại Nhạc viện Hà Nội. Sau đó, nhạc sĩ đi tu nghiệp tại Viện Sư phạm âm nhạc Zoltán Kodály ở Hungary. Ông tham gia giảng dạy tại Cao đẳng Nhạc Họa Trung ương, Cao đẳng Nghệ thuật Hà Nội, nơi ông trở thành Hiệu trưởng của trường.

## Phong cách sáng tác[1][2]
Trước đây, người nghe thường gắn Hoàng Lân và Hoàng Long tạo thành một liên danh hai nhạc sĩ trong nhiều tác phẩm, nhưng sau đó tên của hai người được tách ra. Về phong cách âm nhạc, cũng giống người anh em song sinh, Hoàng Lân sáng tác âm nhạc của sự trong sáng, giản dị, và các tác phẩm của ông dễ phổ biến tới mọi người.

## Các tác phẩm[1][2]
Hoàng Lân viết nhiều ca khúc, chủ yếu cho thiếu nhi. Các bài hát được tập hợp trong:
- 10 ca khúc thiếu nhi Hoàng Long-Hoàng Lân
- Tuyển chọn ca khúc Hoàng Lân

Ngoài ra, Hoàng Lân còn sáng tác nhạc cảnh, hợp xướng, nhạc cho phim hoạt hình, múa, múa rối và các tác phẩm khí nhạc.
Một số ca khúc tiêu biểu:
- - Em đi thăm Miền Nam (1959)
- - Cô giáo vùng cao (1960)
- - Nếu bạn muốn tìm tôi (1961)
- - Chiều Hội An
- - Hướng lên Bác Hồ học chăm làm giỏi (1960)
- - Đi học về (1961)
- - Lái xe hơi (1961)
- - Em lên bốn (Lời: Nhược Thủy) (1962)
- - Tôi là thỏ trắng (1969)
- - Bác Hồ - Người cho em tất cả (1975)
- - Từ rừng xanh cháu về thăm lăng Bác (1978)
- - Tổ quốc nhớ ơn các anh (1978)
- - Mùa hè ước mong (1979)
- - Mèo con đi học (lời: theo Tập đọc 1 cũ) (1979)
- - Cùng múa hát dưới trăng (lời: theo Tập đọc 1 cũ) (1979)
- - Bạn thích nhất con chim gì ? (1980)
- - Thật là hay (1982)
- - Bác đưa thư vui tính (1982)
- - Con vịt bầu (1982)
- - Đàn cá dưới chân nhà sàn (1983)
- - Mùa xuân của em (thơ: Trần Nguyên Đào) (1983)
- - Chào mùa hè sang (1984)
- - Ngọn cờ hòa bình (1985)
- - Chúng em cần hòa bình (1986)
- - Hát ở trại hè quốc tế (thơ: Định Hải) (1987)
- - Quê hương những cánh cò (1992)
- - Bóng dáng một ngôi trường